# Gonomyia harmstoni
Gonomyia harmstoni är en tvåvingeart som beskrevs av Alexander 1948. Gonomyia harmstoni ingår i släktet Gonomyia och familjen småharkrankar. Inga underarter finns listade i Catalogue of Life.